# Stroud
Stroud é uma cidade e paróquia civil do distrito de Stroud, no Condado de Gloucestershire, na Inglaterra. Sua população é de 33.967 habitantes (2015) (117.381, distrito).